# Toxicología

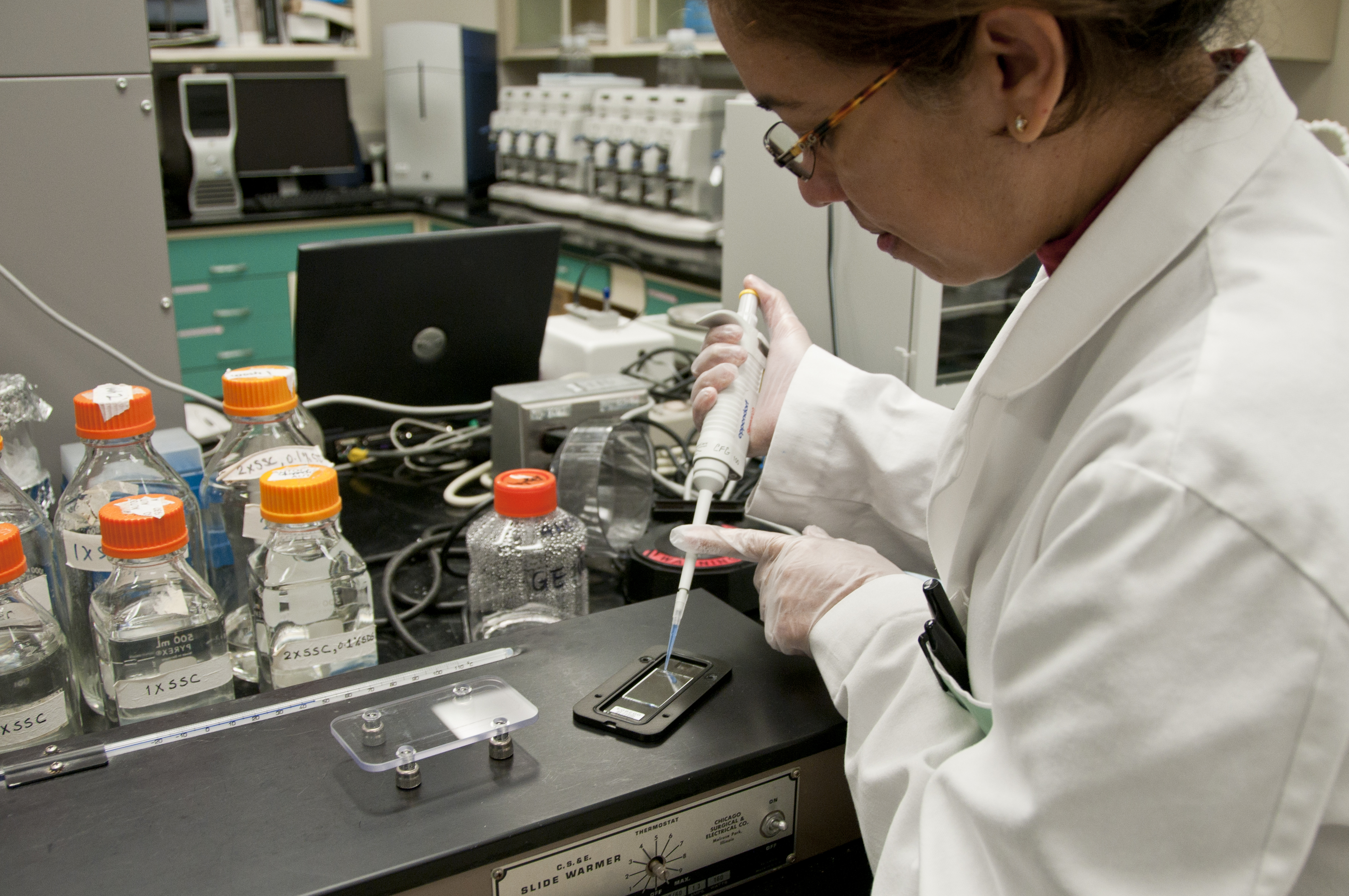
Toxicología

La toxicología es una ciencia que identifica, estudia y describe la dosis, la naturaleza, la incidencia, la severidad, la reversibilidad y, generalmente, los mecanismos de los efectos tóxicos que producen los xenobióticos que dañan el organismo. La toxicología también estudia los efectos nocivos de los agentes químicos, biológicos y de los agentes físicos en los sistemas biológicos y que establece, además, la magnitud del daño en función de la exposición de los organismos vivos a previos agentes, buscando a su vez identificar, prevenir y tratar las enfermedades derivadas de dichos efectos.
Actualmente la toxicología también estudia, el mecanismo de los componentes endógenos, como los radicales libres de oxígeno y otros intermediarios reactivos, generados por xenobióticos y endobióticos.
En el último siglo la toxicología se ha expandido, asimilando conocimientos de varias ramas como la biología, la medicina, la química, la física y las matemáticas.
Para algunos, Mateo Orfila es considerado a veces como «padre» de esta disciplina, aunque para otros lo fue mucho antes Paracelso (1492-1541) con su célebre frase «dosis sola facit venenum» («la dosis hace al veneno»), máxima de la toxicología.

## Etimología
Etimológicamente la palabra se deriva del latín toxicum (veneno) y esta del griego toxik (o)- τοξικόν gr. 'veneno de flechas', 'veneno' + -logí (ā) -λογία gr. 'estudio'. Se han encontrado puntas de lanzas y flechas del Paleolítico empleadas para la caza, impregnadas en sustancias tóxicas de origen animal y vegetal.  m

## Historia
Dioscórides, médico griego al servicio del emperador Nerón, hizo la primera clasificación de plantas de acuerdo a su toxicidad y su efecto terapéutico, e Ibn Wahshiya, médico persa, escribió el Libro de los venenos cerca del siglo X.
Pero fue el profesor español afincado en Francia Mateo Orfila el que escribió el primer tratado formal de toxicología en 1813, en París, Francia, llamado Toxicología general.
En 1850, el químico belga Jean Stas se convirtió en la primera persona en aislar con éxito venenos vegetales a partir de tejido humano. Esto le permitió identificar el uso de la nicotina como veneno en el caso del asesinato de Bocarmé, aportando las pruebas necesarias para condenar al conde belga Hippolyte Visart de Bocarmé por el asesinato de su cuñado.
El 23 de abril de 1892, Juan Bautista Señorans creó la primera Cátedra de Toxicología en la Facultad de Medicina de la Universidad de Buenos Aires, siendo la primera de su tipo en el mundo.

## Ramas
La toxicología tradicional estudia los efectos tóxicos en organismos individuales. La toxicología se ha subdividido en varias ramas según el área, el tipo de pacientes y tipo de tóxicos que estudian.

### Ocupacional
La toxicología ocupacional trata de las sustancias químicas presentes en el sitio de trabajo. Entre las tareas más importantes de dicha especialidad están identificar los posibles agentes dañinos, detectar las enfermedades agudas y crónicas que causan; definir las circunstancias en las que se pueden usar de forma inocua, y evitar la absorción de cantidades nocivas de esas sustancias. También define y se ocupa de programas para vigilar a los trabajadores expuestos, y al entorno que laboran. Se han elaborado límites de regulación y lineamientos para definir las concentraciones ambientales seguras de aire respecto a muchas sustancias presentes en el sitio de trabajo. También establece límites de exposición a corto y largo plazo de los trabajadores conforme sus estudios, estos tienen validez legal en algunos países.

### Ambiental
La toxicología ambiental se ocupa de las posibles repercusiones nocivas de las sustancias químicas en los organismos vivos, presentes en la forma de contaminantes ambientales. El término ambiente comprende todo el entorno que rodea a cada organismo individual, y en particular, el aire, la tierra y el agua.

### Forense
Rama de la Toxicología que estudia los métodos de investigación médico-legal en los casos donde se analizan intoxicaciones de diversos orígenes con posibles consecuencias  que posibiliten acciones legales.

### Ecotoxicología
La ecotoxicología se ocupa de estudiar los efectos tóxicos de sustancias químicas y agentes físicos en poblaciones y comunidades de organismos vivos dentro de ecosistemas definidos; comprende las vías de transferencia de dichos agentes y sus intenciones con el entorno. A diferencia de la toxicología tradicional, la ecotoxicología versa sobre las consecuencias nocivas que tienen en poblaciones de organismos o ecosistemas.

### Alimentaria
La toxicología alimentaria se ocupa de estudiar los efectos tóxicos de las sustancias químicas presentes o añadidas en los alimentos e ingeridas con ellos. Pueden ser ingredientes o componentes de los alimentos, aditivos o contaminantes.

### Clínica
La toxicología clínica es una rama de la toxicología cuya principal misión es la prevención, el diagnóstico y el tratamiento de las intoxicaciones que,  como cualquier enfermedad, pueden manifestarse con curso agudo o crónico, presentando, en cada caso, diferentes exigencias terapéuticas. Dentro de ella, podemos ubicar la atención a los consumos problemáticos de sustancias.

#### Consumos problemáticos de sustancias
La toxicología también se ocupa del estudio y la asistencia de las intoxicaciones agudas producidas por el consumo de sustancias psicoactivas y de los efectos del uso prolongado de las mismas.

## Términos y definiciones

### Peligro y riesgo
El peligro es la capacidad de un agente químico para ocasionar daño en una situación o circunstancia en particular; aspectos fundamentales son las características y condiciones del uso y la exposición. Para valorar el peligro se necesitan conocimientos de la toxicidad inherente de la sustancia y las cantidades a la que puede estar expuesta esa persona.
El riesgo se define como la frecuencia esperada de que aparezca un efecto nocivo indeseable, por la exposición a un agente químico o físico. Para estimar dicha variable habrá que recurrir a datos de dosis/respuesta y dosis efectiva.

### Vías de exposición
Las vías de entrada de sustancias químicas en el organismo difieren en situaciones de exposición diversas. En el entorno industrial, la vía principal es la inhalación. La vía transdérmica es importante, pero tiene menor trascendencia que la ingestión de sustancias.
Las vías de ingreso al organismo de estas sustancias xenobióticas son:
Respiratoria: Es la más común y la mayor, los contaminantes llegan rápidamente al organismo a través de los pulmones y luego al resto del cuerpo por medio del torrente sanguíneo. Debemos tener presente que no solo una sustancia en estado gaseoso puede ser inhalada, también pueden ser líquidos (aerosoles) y sólidos (polvo en suspensión), para evitar el ingreso de este agente al organismo se deben utilizar protectores respiratorios con un filtro adecuado al agente contaminante.
Digestiva: Podemos ser afectados no solo por ingerir directamente el producto sino por otros elementos contaminados los cuales llevamos a la boca y nariz.
Cutánea: Se produce en el momento que ingresan los contaminantes por los poros y estos a su vez llegan al torrente sanguíneo. Los efectos no necesariamente se presentarán de forma inmediata (estado de latencia), se debe tener especial cuidado cuando se produce una lesión con algún elemento contaminado, ya que de esta forma el agente tiene acceso directo a nuestro organismo, la piel deja de ser nuestra capa protectora que además hace daño a nuestro organismo.

### Concentración o dosis y respuesta
Para cada sustancia química existe una relación entre dosis y respuesta para los diversos tipos de efectos toxicológicos. La relación siempre es, generalmente, positiva y directa, lo que quiere decir que a mayor concentración o dosis mayor es el efecto.
Umbral es el punto más bajo a partir del cual todos los individuos de una especie empiezan a reaccionar.
Las concentraciones iniciales y finales en un organismo son problemáticas, debido a que las primeras son dosis tan pequeñas que los equipos de medida no son capaces de medirla y las últimas son dosis que afectan a todos los individuos.

#### Dosis o concentraciones significativas
- ED:  dosis efectiva. Las dosis terapéuticas son consideradas como dosis efectivas.
- TD:  dosis tóxica (dosis con efecto negativo).
- LD:  dosis letal (dosis con un efecto concreto, la muerte).
- NOEL,  NOAEL:  nivel sin efecto adverso observable. Nivel que no produce efectos observables.
- LOE, LOAEL:  nivel más bajo con efecto o umbral. Es un punto específico con la concentración más baja donde tenemos efectos adversos observables. A partir de este punto los efectos no se deben a efectos aleatorios (edad, peso, sexo...), sino que se deben únicamente a la sustancia tóxica suministrada.
- Efecto techo:  Los individuos más resistentes requieren de concentraciones más elevadas de lo normal para que respondan al tóxico.
- Potencia (toxicidad):  Término relativo que compara la dosis efectiva de diferentes fármacos (tóxicos). Una sustancia es más potente si requiere menos concentración para provocar efecto.
- Índice terapéutico:  Cociente entre dosis tóxica/letal y dosis efectiva. Como esto en la práctica es difícil de determinar, se calcula como el cociente entre la dosis tóxica para el 50 % de la población y la dosis efectiva también para el 50 % de la población (TD50/ED50). Útil en determinación de exposición ambiental aceptable de un tóxico o la seguridad de un fármaco.
- Margen de seguridad:  se calcula como el cociente entre la dosis tóxica para el 1 % de la población y la dosis efectiva para el 99 % de la población (TD1/ED99).

## Métodos de investigación
Los experimentos de toxicidad se pueden realizar in vivo (utilizando el animal entero), in vitro (pruebas en células o tejidos aislados), o in silico (en una simulación por computadora).

### Organismo modeloin vivo
La herramienta experimental clásica de la toxicología son las pruebas en animales no humanos.: 30  Ejemplos de organismos modelo son Galleria mellonella, que puede reemplazar a los pequeños mamíferos, el pez cebra (Danio rerio), que permite el estudio de toxicología en un vertebrado de orden inferior in vivo y Caenorhabditis elegans. Desde 2014, estos ensayos con animales proporcionan información que no está disponible por otros medios sobre cómo funcionan las sustancias en un organismo vivo. Algunas organizaciones se oponen al uso de animales no humanos para pruebas toxicológicas por razones de bienestar animal, y ha sido restringido o prohibido en determinadas circunstancias en determinadas regiones, como las pruebas de cosméticos en la Unión Europea.

### Métodosin vitro
Si bien las pruebas en modelos animales siguen siendo un método para estimar los efectos en humanos, existen preocupaciones tanto éticas como técnicas con respecto a las pruebas con animales.
Desde finales de la década de 1950, el campo de la toxicología ha buscado reducir o eliminar las pruebas con animales bajo la rúbrica de las "Tres R": Reducir el número de experimentos con animales al mínimo necesario; Refinar los experimentos para causar menos sufrimiento y Reemplazar los experimentos in vivo con otros tipos, o utilizar formas de vida más simples cuando sea posible. M. Balls ha publicado el desarrollo histórico de métodos de prueba alternativos en toxicología.

### Métodosin silico
El modelado por computadora es un ejemplo de un método alternativo de prueba de toxicología in vitro; utilizando modelos informáticos de sustancias químicas y proteínas, se pueden determinar las relaciones estructura-actividad y se pueden identificar las estructuras químicas que probablemente se unan a las proteínas con funciones esenciales e interfieran con ellas. Este trabajo requiere conocimientos expertos en modelización molecular y estadística junto con el juicio de expertos en química, biología y toxicología.
En 2007, la ONG estadounidense Academia Nacional de Ciencias de EE. UU. publicó un informe titulado "Pruebas de toxicidad en el siglo XXI: una visión y una estrategia", que comenzaba con una declaración: "El cambio a menudo implica un evento fundamental que se basa en la historia anterior y abre la puerta a Una nueva era. Los acontecimientos fundamentales en la ciencia incluyen el descubrimiento de la penicilina, el esclarecimiento de la doble hélice del ADN y el desarrollo de las computadoras... Las pruebas de toxicidad se están acercando a un punto de inflexión científico. Están preparadas para aprovechar las revoluciones. en biología y biotecnología. Los avances en toxicogenómica, bioinformática, biología de sistemas, epigenética y toxicología computacional podrían transformar las pruebas de toxicidad de un sistema basado en pruebas con animales enteros a uno basado principalmente en métodos in vitro que evalúan cambios en procesos biológicos utilizando células, líneas o componentes celulares, preferiblemente de origen humano" En 2014, esa visión aún no se había realizado.
La Agencia de Protección Ambiental de los Estados Unidos estudió 1.065 sustancias químicas y farmacológicas en su programa ToxCast (parte del CompTox Chemicals Dashboard) utilizando modelos in silica y un ensayo basado en células madre pluripotentes humanas para predecir intoxicantes del desarrollo in vivo basándose en cambios en el metabolismo celular después de exposición a sustancias químicas. Los principales hallazgos del análisis de este conjunto de datos ToxCast_STM publicado en 2020 incluyen: (1) el 19 % de 1065 sustancias químicas arrojaron una predicción de la toxicidad para el desarrollo, (2) el rendimiento del ensayo alcanzó una precisión del 79 % al 82 % con una alta especificidad (> 84 %), pero sensibilidad modesta (< 67%) en comparación con modelos animales in vivo de toxicidad para el desarrollo prenatal humano, (3) la sensibilidad mejoró a medida que se aplicaron requisitos de evidencia más estrictos a los estudios con animales, y (4) el análisis estadístico de la sustancia química más potente Los resultados obtenidos en objetivos bioquímicos específicos en ToxCast revelaron asociaciones positivas y negativas con la respuesta STM, lo que proporcionó información sobre los fundamentos mecanísticos del criterio de valoración objetivo y su dominio biológico.
En algunos casos, el abandono de los estudios con animales ha sido ordenado por ley o reglamento; La Unión Europea (UE) prohibió el uso de pruebas con animales para cosméticos en 2013.